# ジャン・バルダン
ジャン・バルダン（Jean Bardin、1732年10月31日 - 1809年10月6日）は、フランスの画家である。

## 略歴
フランス東部コート＝ドール県のモンバールで生まれた。14歳でパリに出て、19歳の時に、後に王立絵画彫刻アカデミーの教授となるルイ＝ジャン＝フランソワ・ラグルネの工房で働いた後、ラグルネの弟の宮廷画家、ジャン＝ジャック・ラグルネのもとで修行した。1765年にローマ賞を受賞した。
弟子の15歳のジャン＝バプティスト・ルニョーを伴って、1768年にローマに留学し、ローマには4年間滞在した。1772年にパリに戻った後は、宮廷や教会の装飾画を描いた。1779年に王立絵画彫刻アカデミーの会員に選ばれた。
1785年にオルレアンの美術愛好家や市の有力者によって、オルレアンに美術学校が作られることになった時、校長に招かれた。バルダンはこの依頼を受け入れ、1786年にオルレアンに移った。ほどなく起こった、フランス革命の拡がりによって、美術学校の支援者たちに影響を及ぼしたが、校長の職を続けた。弟子にはコレット(Jean-Baptiste Collet)らがいる。
娘のアンブロワーズ＝マルグリット・バルダン(Ambroise-Marguerite Bardin）は画家になった。

## 作品

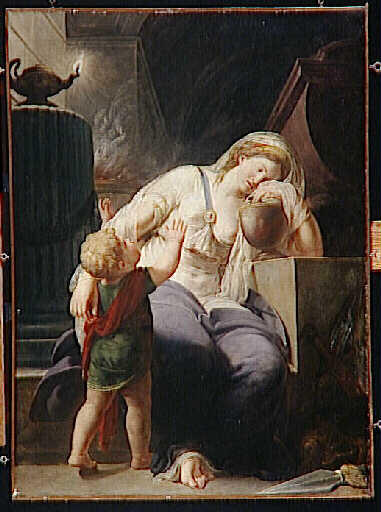
ヘクトールの墓の前のアンドロマケーとアステュアナクス
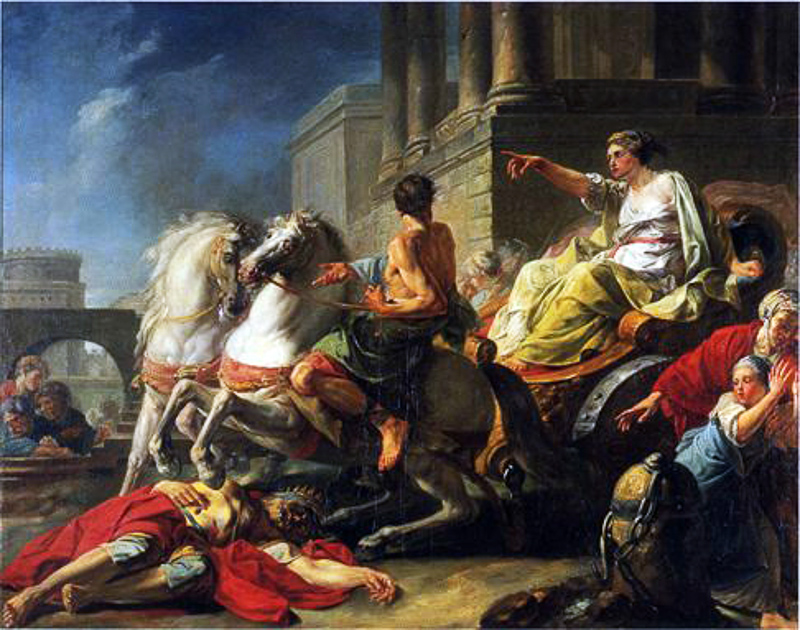
トゥッリア (1765)
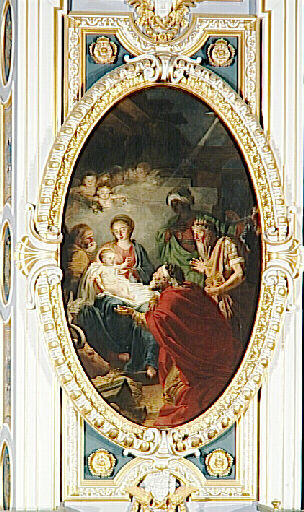
東方三博士の礼拝 (1781)